# 車府六
車府六（天鵝座ξ，拉丁化為Xi Cygni），是位於星座天鵝座的一顆光譜聯星，主星是K型超巨星，伴星是A型星。它的視星等為3.73等，肉眼很容易看到，它與地球的距離大約350秒差距（1,100光年）。

## 特徵
該系統包含兩顆恆星，軌道略為橢圓，周期約為18年。主星是一顆超巨星，光譜類型約為K4，而伴星是一顆光譜類型為A1.5的A型主序星。來自超巨星的恆星風已被量測為約50公里/秒，但速度和譜線線强度存在著變化。
基於視差量測，到車府六（天鵝座ξ，Xi Cygni）的距離約為350秒差距（1,100光年）。在這個距離上，視星等减少了0.16星等。
車府六在克卜勒太空望遠鏡觀察的視場內，但沒有探測到行星。

## 圖集
- 業餘天文學家拍攝的車府六Hα與RGB影像。在影像中心的車府六位於北美洲星雲（NGC 7000）的邊緣。
- NGC 7000 （北美洲星雲）。車府六是在左邊的亮星。